# First Aid Kit
Pour les articles homonymes, voir FAK.
First Aid Kit est un groupe suédois de folk. Il est composé des deux sœurs Johanna (chant, clavier, Autoharpe, basse) et Klara Söderberg (chant, guitare). Lors de leurs performances live, le duo est accompagné d'un batteur et d'un guitariste de pedal steel guitar. En 2008, le groupe se fait connaitre grâce à leur vidéo YouTube de la reprise de Tiger Mountain Peasant Song de Fleet Foxes,. Cela leur permet de signer sur le label Wichita Recordings et d'enregistrer leur premier album The Big Black and the Blue. 
En 2024, la discographie de First Aid Kit se compose de cinq albums, de trois EP et une dizaine de singles. En 2015, elles sont nommées aux Brit Award dans la catégorie meilleur groupe international de l'année 2015.

## Histoire

### Origines
Johanna et Klara Söderberg grandissent à Enskede, dans la banlieue de Stockholm. Johanna est née le 31 octobre 1990 et Klara le 8 janvier 1993. Leur père a été membre du groupe suédois de pop rock Lolita Pop,, qu'il a quitté juste avant la naissance de Johanna , pour devenir professeur d'histoire et de religions. Leur mère est professeur de cinématographie. Dans leur enfance, Klara et Johanna sont des chanteuses précoces, et s'amusent à donner des concerts en utilisant leur corde à sauter comme microphone. Les premières chansons favorites de Klara sont celles de Judy Garland issues de la comédie musicale Le magicien d'Oz et la version de Gloomy Sunday de Billie Holiday, qu'elle entonne sans comprendre les paroles en anglais. Klara écrit sa première chanson Femton mil i min Barbie bil (150 km dans ma voiture Barbie) à l'âge de six ans.
Les deux sœurs sont scolarisées à l'International English school de Enskede. Klara tente d'intégrer une école de musique mais sa candidature n'est pas acceptée
En 2005, alors que Klara vient d'avoir 12 ans, un ami lui fait découvrir l'album I'm Wide Awake, It's Morning du groupe américain folk Bright Eyes. Cela lui permet de découvrir la musique country et ses grandes stars comme Johnny Cash, Bob Dylan, Leonard Cohen, Carter Family, The Louvin Brothers, Townes Van Zandt, Gram Parsons et Emmylou Harris. La même année, elle reçoit une guitare comme cadeau de noël et apprend rapidement à en jouer.
Johanna de son côté apprécie un panel large de musique, allant de Britney Spears à la techno allemande,. Cependant, après le visionnage du film des frères Coen O'Brother, Johanna et Klara commencent à reprendre ensemble Down to the River to Pray, issue de la bande originale. Fascinées par le résultat, elles commencent à chanter ensemble tout d'abord à la maison puis dans la rue, comme dans le métro de Stockholm et en face des magasins d'alcool,(2:55-4:35). Le nom du groupe sera trouvé en ouvrant au hasard un dictionnaire.
Klara et Johanna commencent alors à écrire et composer leurs propres chansons, dans un style country-pop, inspirées par Devendra Banhart et CocoRosie, entre autres, mais aussi par la musique écoutée par leurs parents telle que Patti Smith, The Velvet Underground et les Pixies. Leur père confia plus tard à une radio suédoise qu'il était étonné et un peu jaloux de la facilité qu'avaient ses filles de créer de la musique de qualité. Le conseil le plus important que leur père leur ait donné est de chanter si fort que même quelqu'un derrière un mur serait à même de les entendre.

### 2007–2009

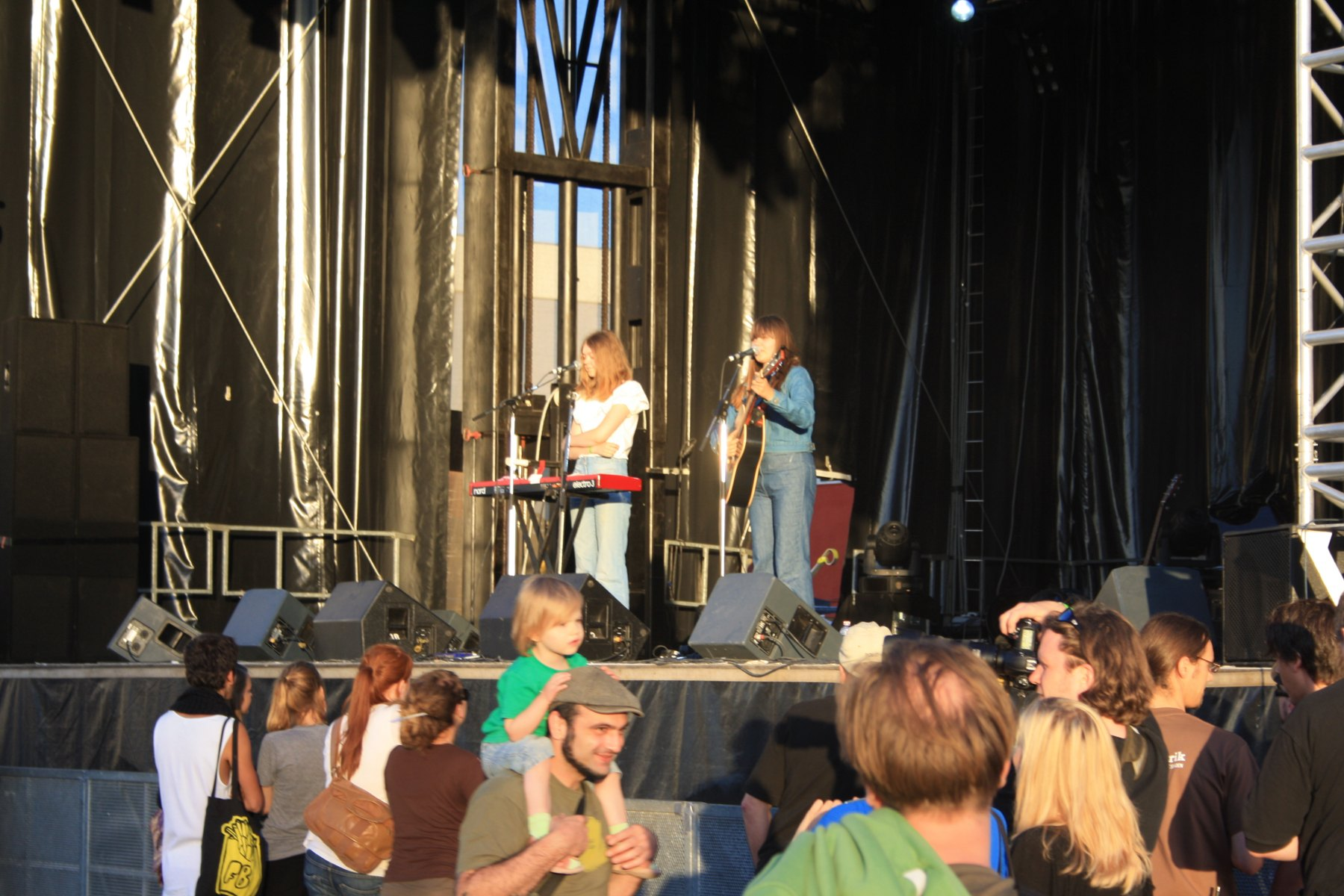
First Aid Kit au Folklore-Festival de Wiesbaden (Allemagne) (30 août 2009).

En avril 2007, les sœurs publient sur leur compte Myspace leurs premières compositions. Elles envoient dans le même temps une démo de leur chanson Tangerine à la radio nationale suédoise. Immédiatement diffusée sur les antennes, celle-ci sera classée comme une des meilleures chansons de l'été 2007 en Suède et entrainera des offres de concerts et de compagnies de disques. Le premier concert officiel de First Aid Kit se déroulera à la bibliothèque PUNKTmedis de Stockholm. Plusieurs autres concerts suivirent, mais Klara ayant 14 ans et donc toujours à l'école, ne pouvait jouer que les weekends. Pendant ce temps, leur jeune frère fréquentait le même jardin d'enfant que la fille de Karin Dreijer Andersson, la moitié du duo électro suédois The Knife connue sous le pseudo de Fever Ray. Leur mère demanda à Dreijer d'aller voir les chansons de ses filles sur Myspace. Après l'avoir fait et les avoir vu jouer en live, Dreijer affirma que le duo devait être sauvé des griffes de l'industrie du disque. Elle les orienta vers Rabid Records, un label codirigé par The Knife, Johanna et Klara s'engagèrent à l'unique condition d'avoir le contrôle total sur leur composition artistique et graphique.
Avril 2008 est la date de sortie de leur premier album EP Drunken Trees (en) en Suède. Cet EP fut produit par leur père Benkt Söderberg et était une version réenregistrée d'une collection de chansons parues sur Myspace, initialement appelée Cross Oceans. Leur première apparition à la télévision suédoise se produit aussi durant cette période. Le duo est déjà bien connu en Suède en aout 2008, quand il décide de publier une reprise de Tiger Mountain Peasant Song du groupe américain Fleet Foxes sur YouTube. Robin Pecknold, leader et guitariste de Fleet Foxes, remarque la vidéo et en fait un commentaire élogieux sur le site officiel de son groupe, provoquant une hausse fulgurante de la popularité du vidéo clip(32:40-34:30). First Aid Kit obtient une renommée mondiale et signe avec le label Wichita Recordings à la fin 2008. En raison de la tournée mondiale, Johanna quitte le lycée à l'automne 2008 et Klara ne le commença pas. Leur père quitte son travail d'enseignant pour les accompagner en tournée et les aider avec leurs balances. Le premier concert de First Aid Kit en dehors de la Scandinavie se déroule le 22 novembre 2008 au Crossing Border Festival (en) (La Haye, Pays-Bas). Aussi programmé, Fleet Foxes, jouait le jour précédent, et lorsque les deux sœurs furent aperçues dans les coulisses, elles furent invitées sur scène par le groupe pour chanter Tiger Mountain Peasant Song,(34:30–35:10),,(6:15–7:35).
Wichita ré-édite Drunken Trees le 23 février 2009, sous le format EP avec Tiger Mountain Peasant Song en titre bonus ainsi que des vidéos.

### 2010–2011
Le duo sort son premier album, The Big Black and the Blue le 1er février 2010, toujours produit par leur père. L'album studio est suivi d'une tournée mondiale comprenant plus d'une centaine de dates à travers les États-Unis, le Canada, l'Australie, la Nouvelle-Zélande, et une partie de l'Europe dont le Primavera Sound Festival de Barcelone.
Klara et Johanna réussissent à rencontrer Conor Oberst après un concert de Monsters of Folk, le 19 novembre 2009 à Stockholm, et lui donne une démo de leur prochain album . Oberst l'écoute et décide d'aller voir le duo en concert lors de leur prestation à la pré-soirée du Austin City Limits Music Festival (en) (Texas), le 7 octobre 2010. Durant ce concert, il est impressionné par le duo, notamment par leur version acoustique de Ghost Town, où le public écoute dans un silence religieux. Après le concert, Oberst appelle le producteur Mike Mogis (en) et lui recommande d'aller voir First Aid Kit au ACL festival (en) le samedi 9 octobre suivant. Après les avoir vues et avoir aussi été impressionné, Mogis leur propose de produire leur prochain album(29:20–31:20),. Quelques jours plus tard, le 11 octobre 2010, après avoir joué à Nashville, le duo est contacté par Jack White, qui leur demande de venir le voir le lendemain à son studio. Le résultat de cette rencontre est un vinyle contenant des reprises de Universal Soldier de la chanteuse canadienne Buffy Sainte-Marie et de It Hurts Me Too de Mel London (en) et Tampa Red. Le disque sera produit par White et publié par son le label Third Man Records(35:30–36:55),.
Le 16 février 2011, Johanna et Klara chantent en collaboration avec Bright Eyes sur Lua lors de leur concert de Stockholm. First Aid Kit se produit durant la soirée de gala du prix Polar Music du 30 aout 2011 à Stockholm, où elles chantent Dancing Barefoot de et pour la lauréate Patti Smith. Celle-ci est émue aux larmes à la fin intense de la prestation,(4:03–6:40). La vidéo officielle YouTube de ce moment deviendra mondialement connue et sera vue presque un million de fois.

### 2012

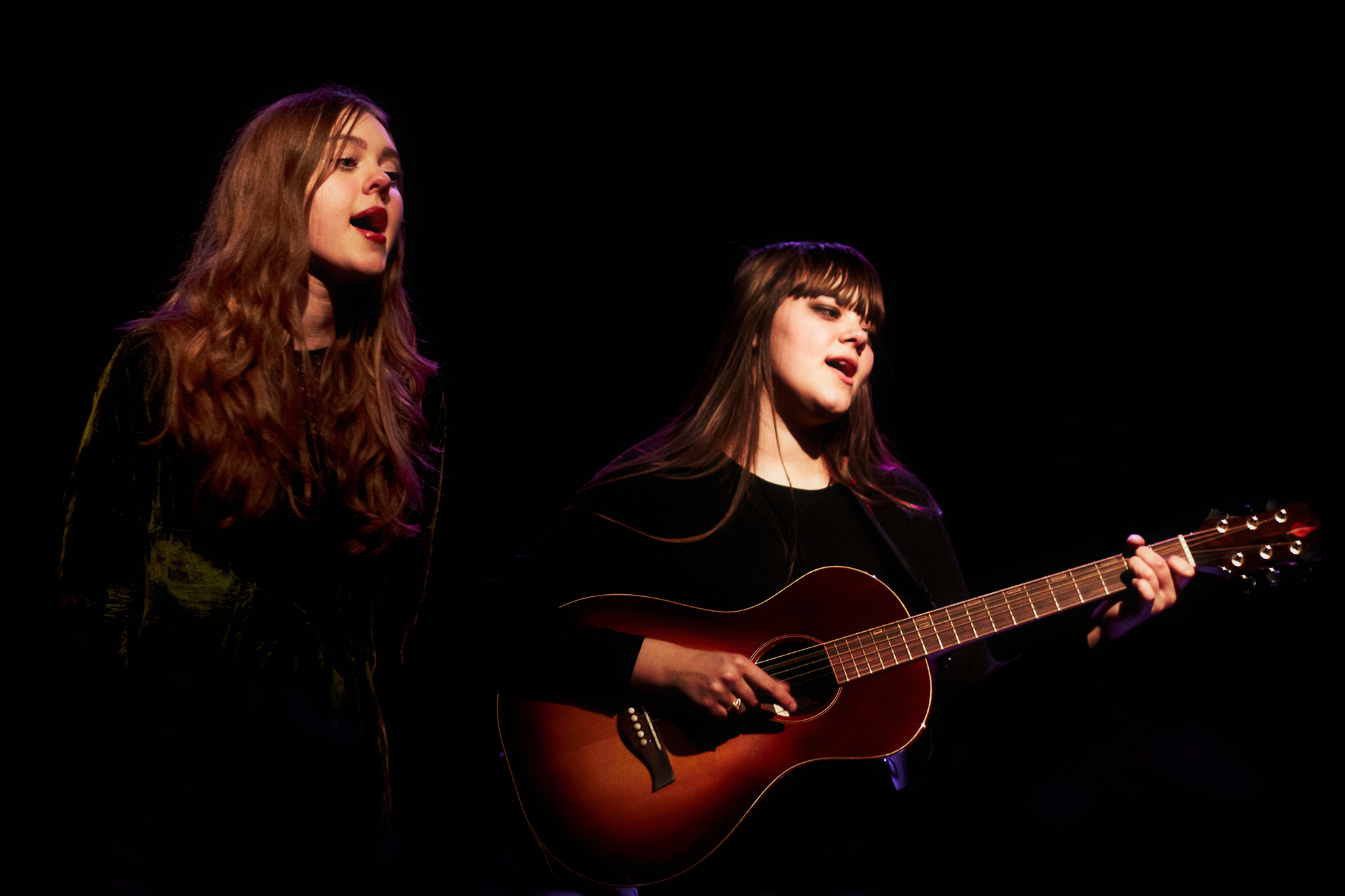
Johanna et Klara Söderbergat en concert à la Brotfabrik de Francfort-sur-le-Main, le 18 février 2012.

En janvier 2012, le groupe sort son deuxième album, The Lion's Roar, produit par Mike Mogis (en). Acclamé par la critique dès sa sortie, cet album se classe en tête des charts en Suède et en 35e position au Royaume-Uni. En tournée promotionnelle pour l'album, le groupe chante Emmylou sur le plateau du talk-show américain Conan en avril 2012. En aout de la même année, First Aid Kit est à l'affiche du festival itinérant Lollapalooza à Chicago. Elles seront aussi présentes au Bestival sur l'Île de Wight (Angleterre) et au Berlin Festival (en) en septembre avant de retourner aux États-Unis pour jouer au Austin City Limits Music Festival (en) en octobre 2012. Le 28 août 2012, First Aid Kit reprend America de Simon & Garfunkel pour le vainqueur du prix Polar Music, Paul Simon. La performance se termine par une standing ovation. La chanson The Lion's Roar est présente dans l'épisode 2 de la saison 4 de Misfits.In the Hearts of Men illustre l'épisode 21 de la saison 8 de Bones. En novembre 2012, First Aid Kit obtient les prix de Compositeur de l'année et de découverte de l'année de la Musikförläggarna (Association suédoise des producteurs de musique). La chanson Emmylou est choisie par le magazine Rolling Stone comme faisant partie des dix meilleures chansons de l'année 2012.

### 2013

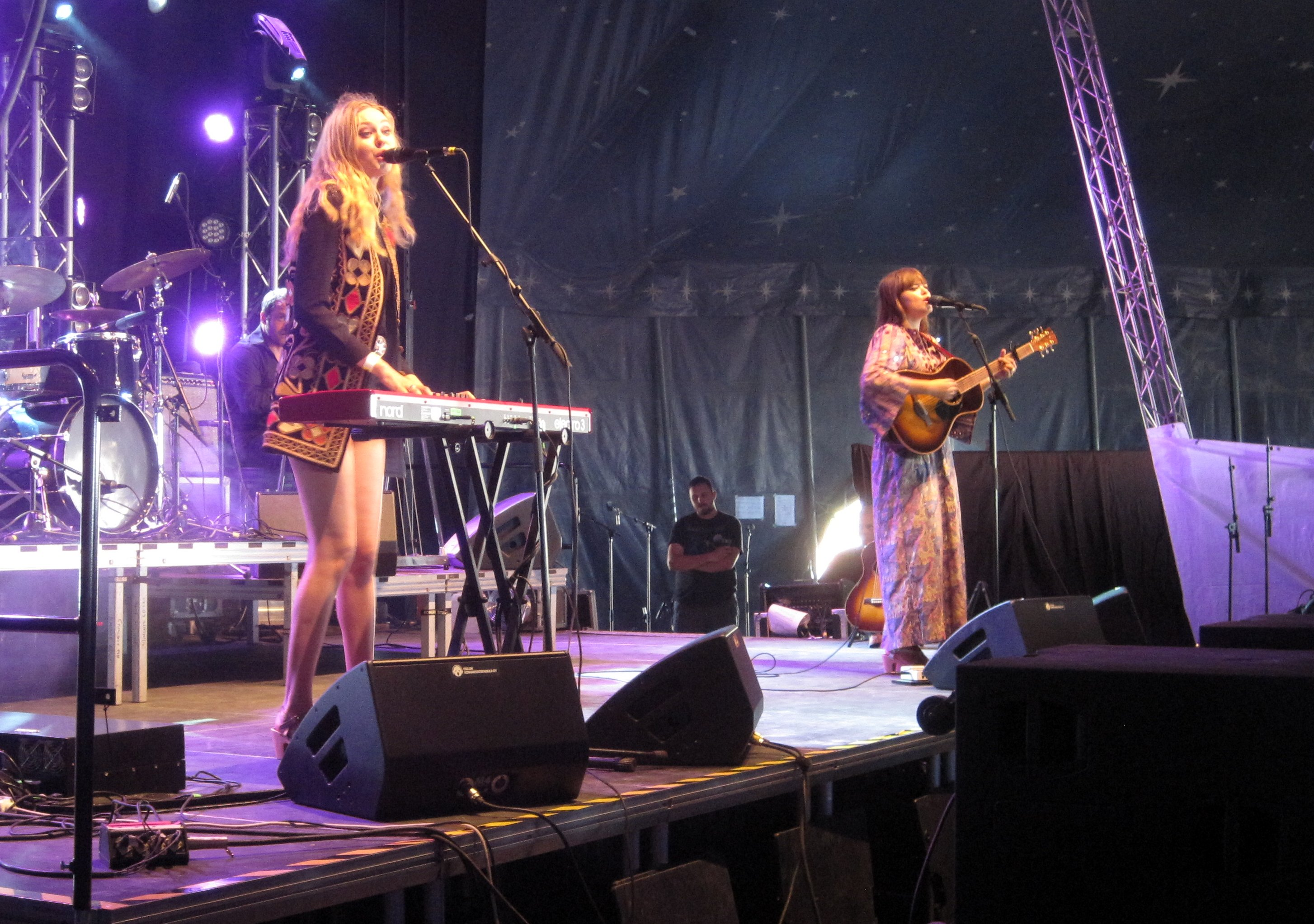
Klara et Johanna Söderberg au festival de oulu (Finlande) (26 juillet 2013).

En janvier 2013, le groupe entame une tournée en Europe avec Conor Oberst. Le duo faisait les chœurs durant le tour de Oberst et lui-même faisait les chœurs lorsque Johanna et Klara chantaient leurs compositions. En février 2013, First Aid Kit est récompensé par un Nordic Music Prize (en) du meilleur album nordique 2012,. La consécration arrive aux Grammis 2012, l'équivalent suédois des Grammy Awards américains, où First Aid Kit obtient les prix de l'artiste de l'année, du compositeur de l'année, du meilleur artiste pop de l'année et de l'Album de l'année,.
En 2013, les deux sœurs montent un studio dans la cave de la maison de leurs parents. Les démos de l'album Stay Gold sont enregistrés de ce nouveau studio,(53:30). En juin 2013, le duo joue au Glastonbury Festival (Angleterre) sur la scène principale. En octobre, le groupe chante Emmylou sur le plateau du Late Show with David Letterman. C'est leur seconde apparition dans cette émission, la première ayant eu lieu en novembre 2011 en tant que choristes pour leur compatriote, Lykke Li. Le même mois, elles font la première partie de Sixto Rodriguez à son concert du Radio City Music Hall de New York. 
Durant l'année 2013, Johanna et Klara donnent plus de 30 concerts et apparaissent sur la programmation d'une dizaine de festivals.

### 2014

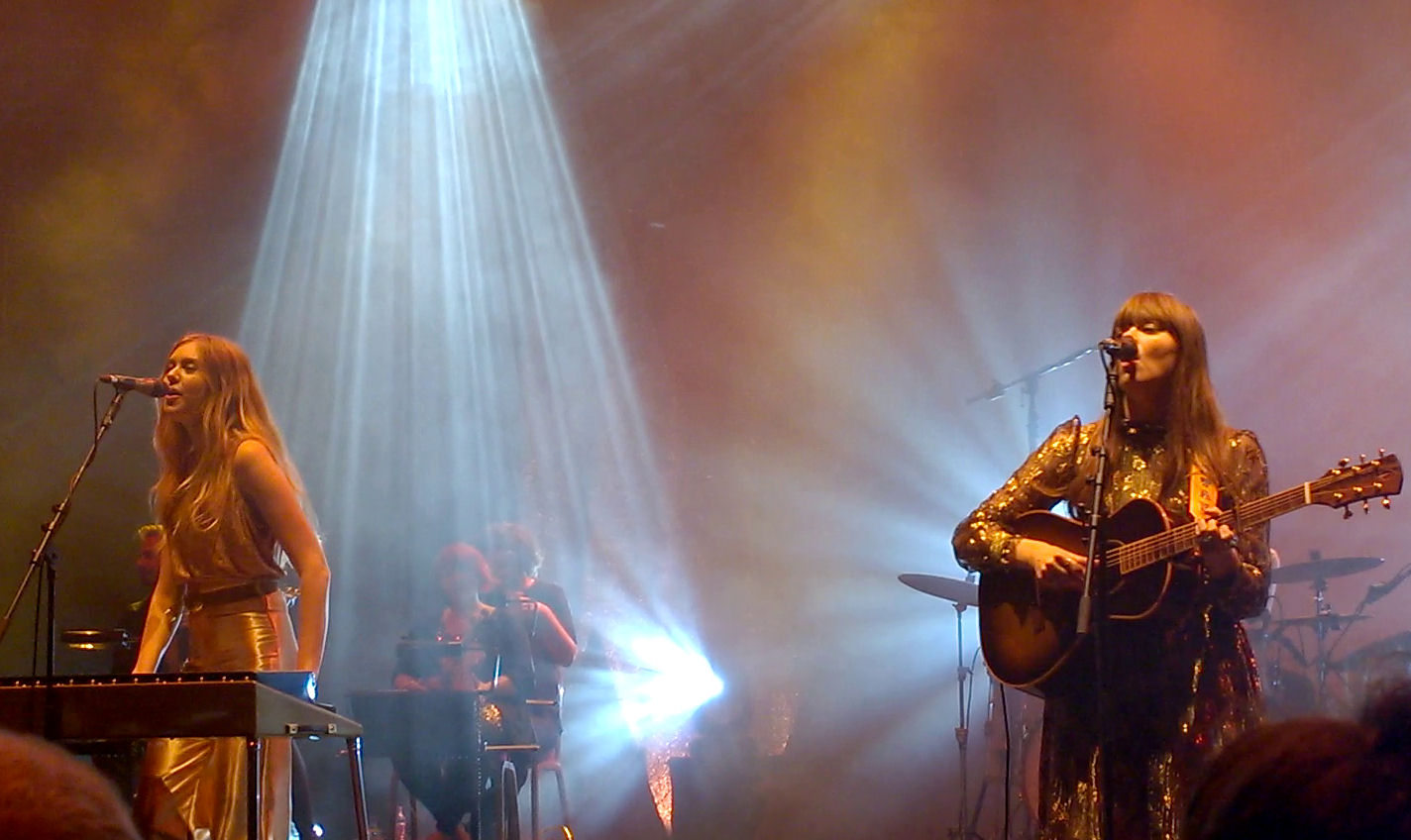
First Aid Kit sur la scène du Royal Albert Hall de Londres le 24 septembre 2014. Elles sont accompagnées pour l'occasion par le quatuor à cordes Stockholm Strings.

Conor Oberst confie dans une interview de janvier 2014 pour Rolling Stone, qu'il était en train de boucler un LP sur lequel First Aid Kit chantait les harmonies. L'album, intitulé Upside Down Mountain (en), sort le 20 mai 2014. Le duo prête sa voix sur six des douze chansons de l'album. Leur troisième album studio Stay Gold sort le 10 juin 2014 sur le label Columbia Records. En amont, le groupe dévoile le premier single My Silver Lining le 31 mars et le 6 mai, Cedar Lane. Les deux chansons sortent uniquement en format digital et sont accompagnées de vidéo clip sur YouTube.
La huitième tournée de First Aid Kit prévue en mai 2014 au Canada et aux États-Unis, est déjà à guichet fermé sur les principales dates au début du mois de mars. Le 12 juin 2014, les sœurs suédoises se produisent à nouveau au Late Show with David Letterman avec leur chanson My Silver Lining. Durant l'été 2014, First Aid Kit se produit dans plusieurs festivals et concerts à travers l'Europe, le Japon et l'Australie. Le 9 aout, elles retrouvent Conor Oberst au Haldern Pop (en) Festival en Allemagne, où elles font les chœurs sur 5 chansons du concert. Le 10 juillet 2014, le site Billboard classe My Silver Lining comme l'une des 10 meilleures chansons de 2014 sur leur liste de mi-saison. Le 29 juillet 2014, la chanteuse américaine de rock indépendant Jenny Lewis sort son album The Voyager sur lequel Johanna et Klara contribuent au titre éponyme. En août 2014, la série de téléréalité Hard Knocks utilise My Silver Lining dans son épisode 3 de la saison consacrée aux Falcons d'Atlanta. À la fin du mois d'août, le duo reçoit un disque d'or en Suède pour leur album Stay Gold.
Durant l'automne, First Aid Kit effectue une tournée en Europe produite par Jo Rose, et se produit au iTunes Festival le 21 septembre et au Royal Albert Hall de Londres, le 24 septembre, les places ayant été déjà toutes vendues dès la mi-août. Le 7 octobre, First Aid Kit fait un live pour la BBC Radio 6 Music, qui est enregistré dans les studios Maida Vale. Le 23 septembre 2014, elles chantent My Silver Lining dans le Later... with Jools Holland diffusé sur la BBC Two. Stay Gold est joué pour la même occasion le 26 septembre . À la fin du mois d'octobre, la reprise par First Aid Kit de Walk Unafraid de R.E.M. est prévue sur la bande originale de Wild. De plus, leur chanson Frozen Lake sera utilisée pour le film suédois Min Så Kallade Pappa.
La tournée américaine de First Aid Kit d'octobre et novembre est rapidement complète, le groupe se produit dans des lieux tels que le Hammerstein Ballroom de New York le 24 octobre 2014, le Ryman Auditorium de Nashville 29 octobre 2014, et au The Wiltern (en) de Los Angeles, le 12 novembre 2014. Cette tournée sera produite par Samantha Crain (en).
Le 7 novembre 2014, First Aid Kit est récompensé pour la deuxième fois, depuis 2012, par le prix du compositeur de l'année de la Musikförläggarna (Association suédoise des producteurs de musique). Le 11 novembre 2014, First Aid Kit joue Stay Gold sur le plateau du late-night show américain Conan. Le 24 novembre 2014, le site American Songwriter classe Stay Gold à la 10e place dans leur top 50 des meilleurs albums de 2014. Le 1er décembre 2014, Paste classe cet album 9e dans leur top 50 et My Silver Lining 19e des 50 meilleures chansons. Rolling Stone classe quant à lui Master Pretender à la 35e position de leur top 50 des chansons de 2014. La station de radio BBC Radio 6 Music donne à l'album Stay Gold la 3e place de leur classement. Le 28 novembre 2014, une version spéciale de America en vinyle format 10 " (25 cm) est rééditée et fait partie des meilleures ventes du Black Friday 2014. Le 5 décembre 2014,The Ellen DeGeneres Show diffuse My Silver Lining, qui avait été enregistré le 19 novembre à Los Angeles. L'année se termine avec plusieurs concerts en Norvège et Finlande produits par Jo Rose. Les deux dates de Helsinki étaient déjà complètes 2 mois avant. 
Au total, durant l'année 2014, le groupe donne 74 concerts et se produit dans 18 festivals. Klara et Johanna étaient accompagnées dans leurs tournées par le batteur Niclas Lindström et le guitariste de pedal steel Melvin « The Tiger » Duffy.

### 2015–2016
La saison 2015 démarre pour First Aid Kit par une tournée de 11 dates au Royaume-Uni, produite par Kimberly Anne, se terminant au Hammersmith Apollo de Londres. Le 15 janvier 2015, la poste suédoise édite une série spéciale de timbres illustrant la pop suédoise, First Aid Kit est représenté sur l'un d'eux. En janvier 2015, First Aid Kit est nommé aux Brit Awards dans la catégorie meilleur groupe international, prix finalement attribué aux Foo Fighters lors du gala du 25 février. Le 17 janvier 2015, First Aid Kit remporte le prix du meilleur groupe de l'année organisé par la Radio Suédoise P3. Le 30 janvier 2015, Johanna et Klara chantent Master Pretender dans l'émission The Graham Norton Show (en) diffusée sur la BBC One. En février 2015, First Aid Kit entame une tournée de 12 concerts en Suède, toujours produite par Jo Rose. Le 25 février 2015, leur album Stay Gold remporte le prix du « meilleur album de l'année 2014 » attribué durant les Grammis 2015. Le duo chante Master Pretender durant la cérémonie, qui est diffusée en direct à la télévision suédoise. Au début du mois de mars 2015, le groupe entreprend une mini-tournée (Melbourne, Brisbane, Sydney) en Australie, produite par le duo d'indie folk australien Luluc (en). À la suite de cette tournée, le duo prend fait une pause de 3 mois pour voyager et travailler à de nouvelles chansons,(10:35-11:07).
Le 7 mai 2015, First Aid Kit apparait de nouveau sur le plateau du Late Show with David Letterman où elles jouent leur reprise de Simon and Garfunkel, America. Les deux sœurs sont nommées en mai pour les Americana Music Honors and Awards dans la catégorie « groupe émergent de l'année 2015 », cependant, le prix sera attribué à Shakey Graves. Le duo jour Red Dirt Girl et Emmylou lors de la cérémonie de remise des Polar Music Prize du 9 juin à Stockholm, gagnés par Emmylou Harris,. En juin 2015, Renault utilise My Silver Lining comme illustration sonore de sa publicité de son nouveau crossover Kadjar. Shazam classe la publicité en première position des recherches du mois de juin en France. Le 8 août 2015, First Aid Kit jouent trois chansons dans l'émission de télévision CBS This Morning.
First Aid Kit se produit durant l’été 2015 dans plusieurs festivals en Europe, États-Unis et Canada, comme le festival de l'île de Wight le 14 juin, le Forecastle Festival (en) de Louisville le 19 juillet,, ou le Festival musique et arts Osheaga de Québec, le 2 août. Le dernier concert estival sera donné le 15 aout sur la scène du Festival Way Out West de Göteborg. Le 9 décembre 2015, C.B. Dollaway utilise My Silver Lining pour son entrée lors de son combat MMA l'opposant à Nate Marquardt visible dans UFC on Fox: dos Anjos vs. Cerrone 2 (en). Exception faite de deux concerts, donnés le 13 décembre 2015, avec Seinabo Sey, Amanda Bergman et Maja Francis à Stockholm, le duo ne se produit dans aucun autre lieu durant l'automne 2015 , pour travailler sur leur nouveau disque,(8:30–8:50).
Le 3 février 2016, First Aid Kit reçoit le prix Americana des meilleures ventes d'albums 2015 pour Stay Gold décerné par l'Americana Music Association (en) en Grande-Bretagne. Le 25 février 2016, First Aid Kit se produit au bar Marmont à Los Angeles en tant qu'invité musical surprise à la soirée VIP Chanel, I Love Coco donnée en marge des Oscars,. Elles seront présentes également lors de l'inauguration de la boutique de mode Rodebjer à Stockholm, le 7 avril. Le 10 septembre 2016, van William sort son single Revolution sur lequel First Aid Kit chante les harmonies. Pour la remise du Prix Nobel de littérature de Bob Dylan , First Aid Kit reprend deux de ses chansons, It Ain't Me, Babe et One More Cup of Coffee dans l'émission littéraire Balbel diffusée à la télévision suédoise le 16 octobre 2016. Trois jours plus tôt, Klara avait fait une reprise de The Times They Are a-Changin' de Dylan, dans l'émission de télévision suédoise Aktuellt. Durant la nuit du 8 au 9 novembre des élections présidentielles américaines, First Aid Kit chantent trois reprises en live sur le plateau de l’émission spéciale de la chaine suédoise Kanal 5. Le 2 décembre 2016, Klara et Johanna chantent deux reprises, The Gambler de Kenny Rogers et Complainte pour Ste. Catherine des soeurs McGarrigle, sur le plateau de l'émission suédoise På Spåret.

### 2017

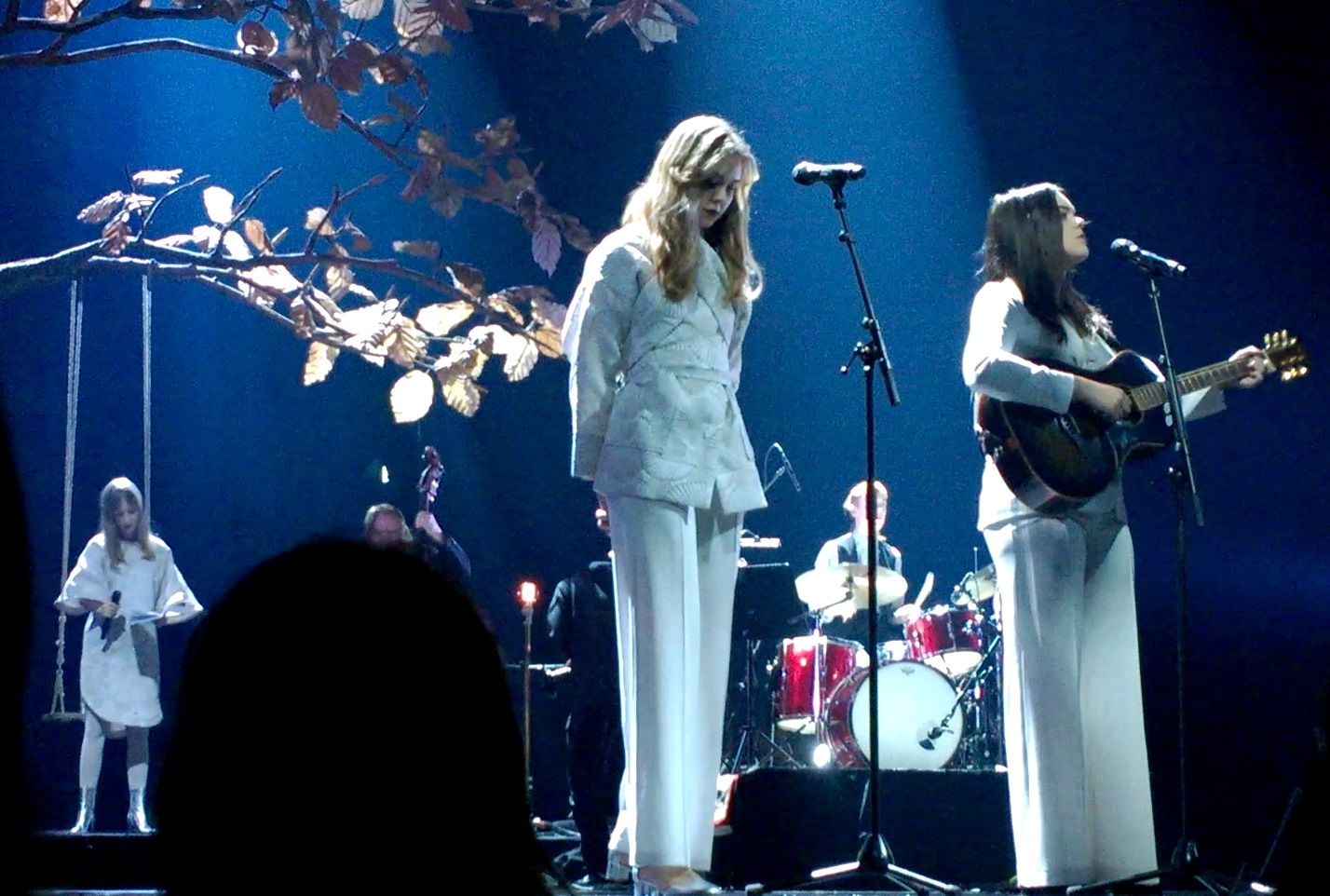
First Aid Kit au concert hommage à Léonard Cohen au Dramaten de Stockholm (13 mars 2017).

Au début de l'année 2017, Klara et Johanna finissent leur enregistrement de leur quatrième album au studio Flora Recording and Playback (en) de Portland, celui-ci étant prévu pour sortir durant l'été. Le 10 février 2017, First Aid Kit fait les chœurs sur la chanson Moving Slow de Jesper Lindell ainsi que sur le EP homonyme. Dans l'interview narrant cette collaboration, Johanna confie qu'elle joue maintenant de la Basse. Ce EP est produit par le père du duo, Benkt Söderberg, ainsi que Sten Booberg (son ancien acolyte de Lolita Pop (en)). Le 10 mars 2017 lors de la Journée internationale du droit des femmes, First Aid Kit sort son nouveau single You Are The Problem Here, chanson engagée et inspirée d'une histoire où un homme est acquitté après avoir violé une femme. La chanson est produite et mixée par Tucker Martine du studio Flora Recording and Playback. Cependant, ce titre ne sera pas sur leur album Ruins ,,. À noter qu'à l'occasion du Record Store Day du 21 avril 2018, un vinyle 45-tours du single You Are the Problem Here est spécialement produit, dont les profits des ventes seront reversés à l'organisation Women for Women International,.
Le groupe, ainsi que des invités, se produit dans deux concerts hommage à Leonard Cohen les 13 et 14 mars au Dramaten de Stockholm. Les deux concerts affichent complet 15 minutes après l'ouverture des guichets. La télévision nationale suédoise filme l'ensemble du concert du 13 mars, celui-ci sera diffusé plus tard dans l'année sur la SVT2,,.
Le 18 mars 2017, Klara, Johanna et Jesper Lindell chantent ensemble Moving Slow (de Lindell) et Chelsea Hotel #2 (de Léonard Cohen) sur le plateau de l'émission matinale de la SVT4. Dans l'interview qui suit elles parlent de leurs concerts hommage à Léonard Cohen, de la sortie du single You Are the Problem Here et de leur prochain album, qui aura des sonorités plus électriques que les précédents. Dans le cadre du Record Store Day de 2017 (22 avril), Third Man Records publie le livre, limité à 500 exemplaires, The Blue Series: The Story Behind the Color contenant le récit  de Johanna et Klara de leur session d'enregistrement au studio de Jack White ainsi qu'un 45-tours bleu avec leur reprise de Gloomy Sunday[Lequel ?]. La version standard de couleur noire du vinyle sortira le 6 juin suivant. First Aid Kit tourne durant l'été sur des dates principalement en Europe du Nord : en Suède (Borgholm, Stockholm, Göteborg), en Grande-Bretagne (Glastonbury Festival, Belladrum Festival (en), Wilderness Festival), en Norvège (Oslo, Bodo), en Belgique (Pukkelpop) et aux Pays-Bas (Lowlands Festival). À partir du prochain album, ils ont joué deux chansons, Fireworks et It's a Shame. 
Le 1er août 2017, le jeu vidéo de survie contemplatif The Long Dark utilise le titre The Lion's Roar comme musique d'introduction de son mode histoire. En septembre 2017, les adresses internet du groupe sont changées en firstaidkitband.com pour le site officiel (anciennement thisisfirstaidkit.com), Instagram (anciennement firstaidkit) et Facebook (anciennement firstaidkitofficial) devenant maintenant le même que leur compte Twitter.

### Depuis 2018
Le 12 janvier 2018, l'émission The Graham Norton Show (en) est diffusée sur la BBC durant laquelle le groupe chante leur single It's a Shame. Au même moment, Johanna et Klara sont interviewées dans le talk-show suédo-norvégien Skavlan (en), où elles chanteront Fireworks .
En 2023, elles participent à deux chansons de l'album Supernatural Thing de M. Ward : Too Young to Die et Engine 5.

## Galerie

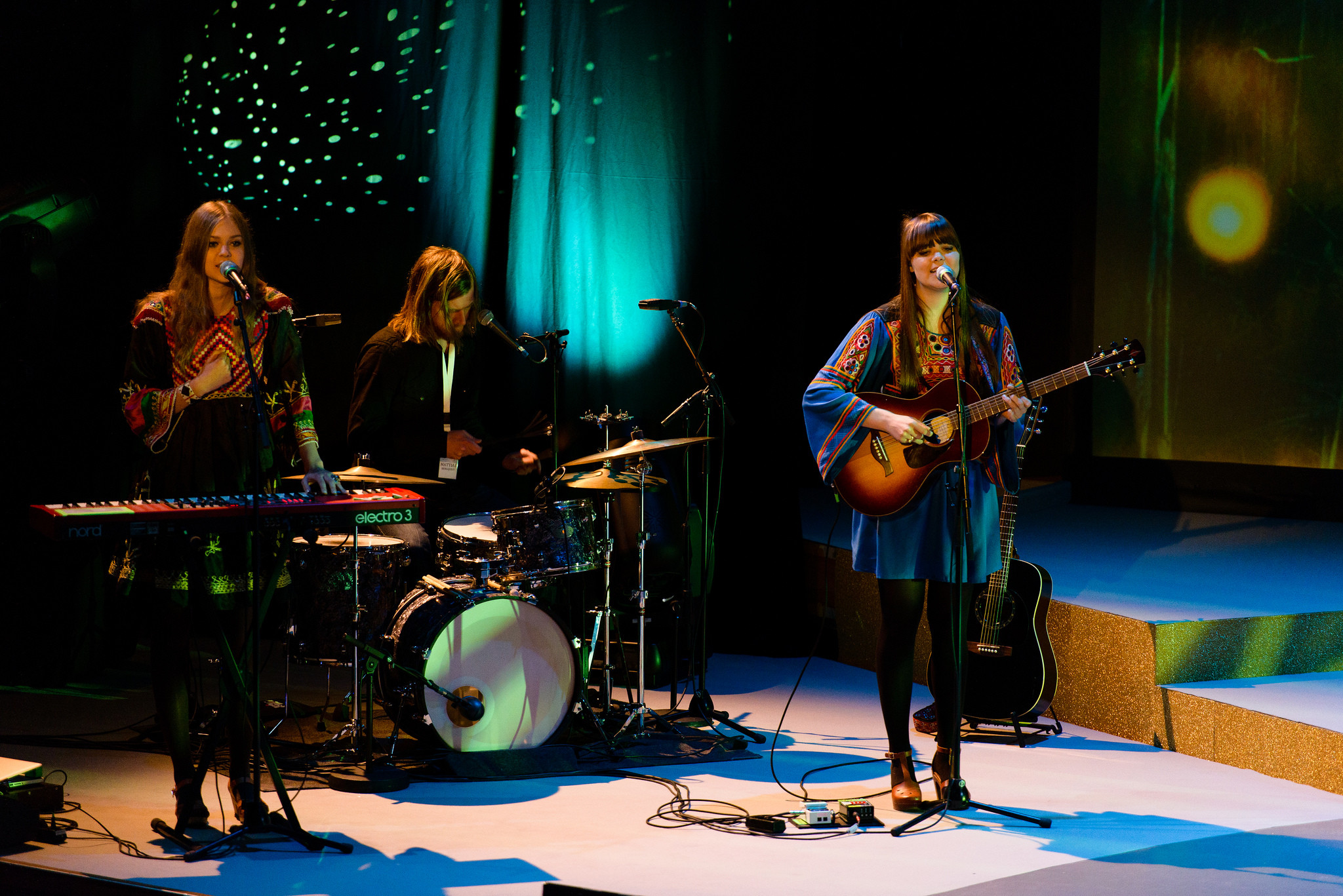
First Aid Kit à la cérémonie des Astrid Lindgren Memorial Award (ALMA) du 28 mai 2012 de Stockholm.
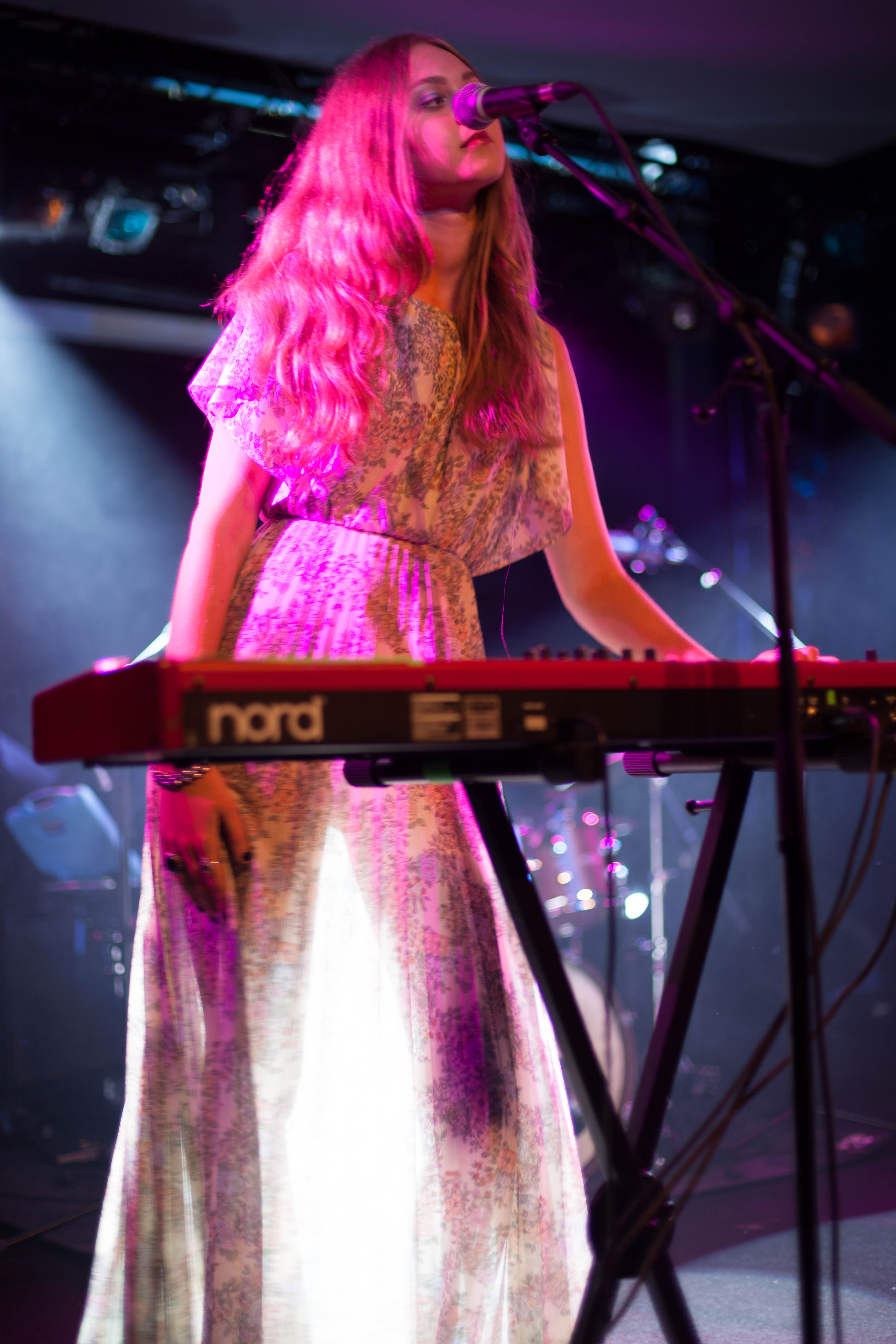
Johanna Söderberg au Festival de jazz de Montreux, Suisse, (29 juin 2012).
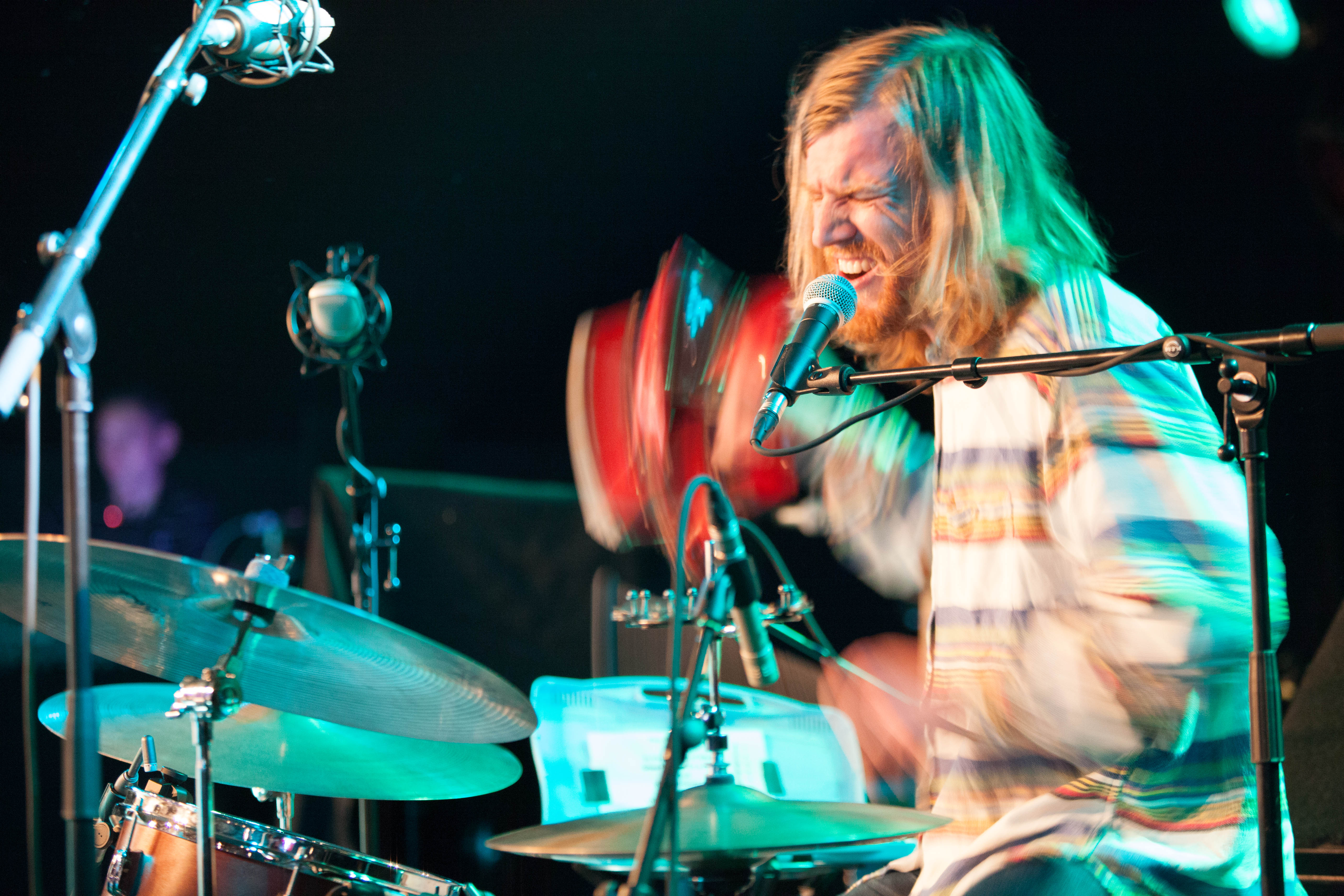
Mattias Bergqvist, batteur de First Aid Kit au Festival de Jazz de Montreux (Suisse) (29 juin 2012).
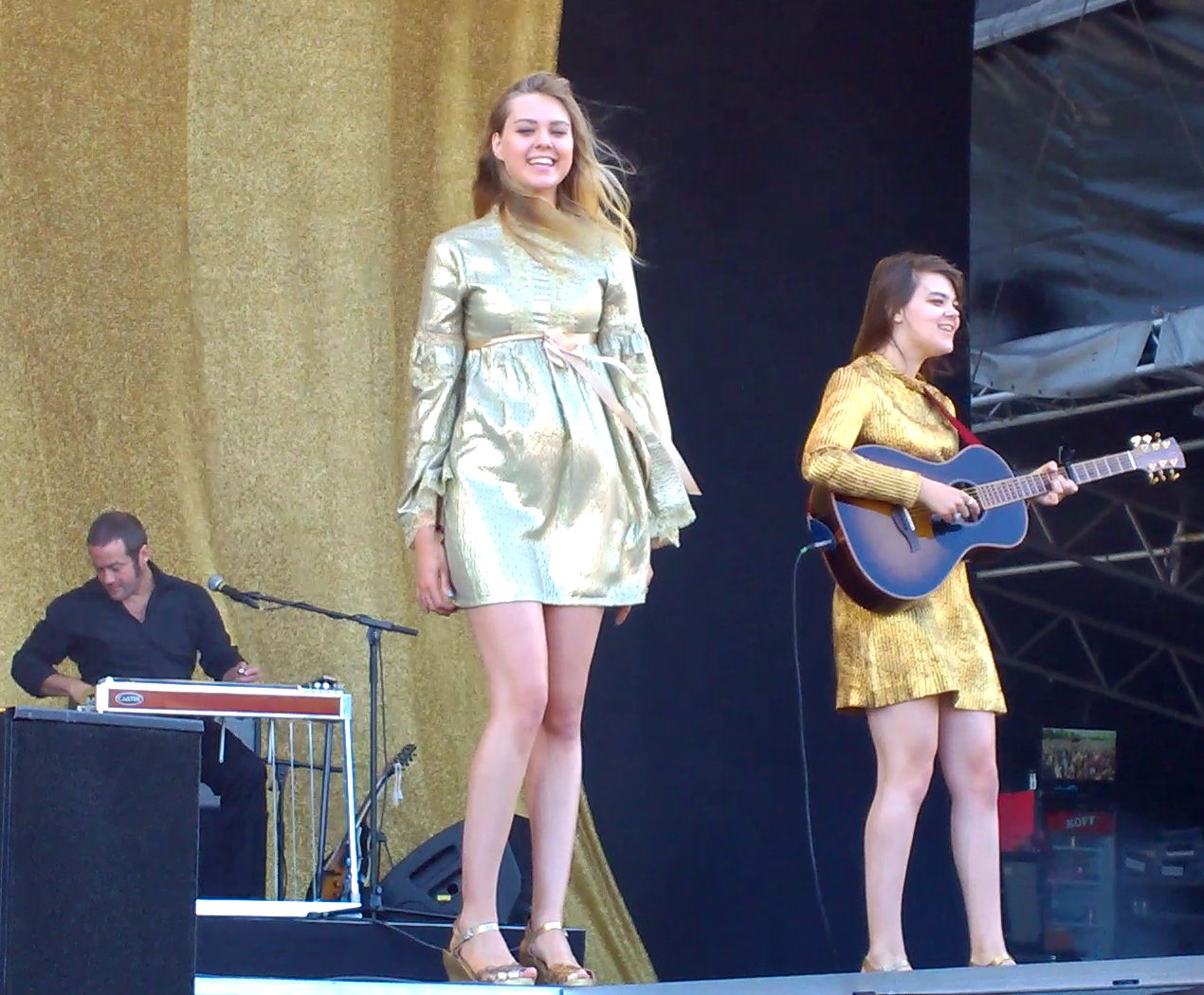
Johanna et Klara au Festival Ruisrock le 6 juillet 2014 (Turku, Finlande).

## Distinctions
| Année                                       | Travail nommé                                                                                 | Catégorie | Résultat |
| ------------------------------------------- | --------------------------------------------------------------------------------------------- | --- | -------- |
| 2012                                        | Klara et Johanna Söderberg (First Aid Kit)                                                    | |          |
| 2012                                        | Klara et Johanna Söderberg (First Aid Kit)                                                    | Musikförläggarna Pris (prix de l'Association suédoise des producteurs de musique) : Meilleur compositeur de l'année (Årets kompositör) | Lauréat  |
| 2012                                        | Klara et Johanna Söderberg (First Aid Kit)                                                    | Musikförläggarna Pris (prix de l'Association suédoise des producteurs de musique) : Découverte de l'année (Årets genombrott)           | Lauréat  |
| 2013,                                       |                                                                                               | |          |
| The lion's roar (First Aid Kit)             | Grammis : Meilleur album de l'année (Årets album)                                             | Lauréat |          |
| First Aid Kit                               | Grammis : Meilleur artiste de l'année (Årets artist)                                          | Lauréat |          |
| The lion's roar (First Aid Kit)             | Grammis : Meilleur album pop de l'année (Årets pop)                                           | Lauréat |          |
| Klara & Johanna Söderberg (The Lion's Roar) | Grammis : Meilleur compositeur de l'année (Årets kompositör)                                  | Lauréat |          |
| First Aid Kit                               | Grammis : Meilleures paroles de l'année (Årets Textförfattare)                                | Nomination |          |
| First Aid Kit                               | Grammis : Succès international suédois de l'année (Årets svenka internationella framgång)     | Nomination |          |
| The Lion's Roar (First Aid Kit)             | Nordic Music Prize (en) : Meilleur album nordique (Beste nordiske albumet )                   | Lauréat |          |
| 2015,                                       |                                                                                               | |          |
| First Aid Kit                               | Brit Awards : Groupe international de l'année (International Group)                           | Nomination |          |
| Stay Gold (First Aid Kit)                   | Grammis : Meilleur album de l'année (Årets album)                                             | Lauréat |          |
| First Aid Kit                               | Americana Music Honors and Awards : Artiste émergent de l'année (Emerging artist of the year) | Nomination |          |
| 2016                                        | Stay Gold (First Aid Kit)                                                                     | UK Americana Awards : Meilleures ventes d'album de l'année 2015 (Best Selling Americana Albums of 2015)                                | Lauréat  |

## Membres

### Membres actuels
- Klara Söderberg — chant, guitare, clavier (depuis 2007)
- Johanna Söderberg — chant, basse, clavier, autoharpe (depuis 2007)
- Melvin Duffy — pedal steel guitar (depuis 2013)
- Scott Simpson — batterie (depuis 2015)

### Anciens membres
- Mattias Bergqvist — batterie (2009–2012)
- Niclas Lindström — batterie (2012–2014)

## Discographie

### Albums studio
| Année | Album | Meilleure position | Meilleure position | Meilleure position | Meilleure position | Meilleure position | Meilleure position | Meilleure position | Meilleure position | Meilleure position | Meilleure position | Meilleure position | Ventes                         | Disque de certification |
| Année | Album | Suède ,            | Australie ,        | Autriche           | Allemagne ,        | Danemark ,         | Finlande ,         | Pays-Bas ,         | Norvège ,          | Suisse ,           | États-Unis ,       | Royaume-Uni ,      | Ventes                         | Disque de certification |
| ----- | --- | ------------------ | ------------------ | ------------------ | ------------------ | ------------------ | ------------------ | ------------------ | ------------------ | ------------------ | ------------------ | ------------------ | ------------------------------ | ----------------------- |
| 2010  | The Big Black and the Blue - Sortie : 25 janvier 2010 - Label : Wichita Recordings - Producteur : Benkt Söderberg | 30                 | —                  | —                  | —                  | —                  | —                  | —                  | —                  | —                  | —                  | —                  | - : 16 244                     |                         |
| 2012  | The Lion's Roar - Sortie : 18 janvier 2012 - Label : Wichita Recordings - Producteur : Mike Mogis                 | 1                  | 36                 | 55                 | 69                 | 14                 | 19                 | 41                 | 3                  | 76                 | 65                 | 47                 | - Monde : 250 000 - : 100 000+ | - : Platine - : Or      |
| 2014  | Stay Gold - Sortie : 10 juin 2014 - Label : Columbia Records - Producteur : Mike Mogis                            | 1                  | 9                  | —                  | 69                 | 7                  | 10                 | 9                  | 1                  | 37                 | 23                 | 11                 | - Monde : 200 000 - : 100 000+ | - : Platine - : Or      |
| 2018  | Ruins - Sortie : 19 janvier 2018 - Label : Columbia Records - Producteur : Tucker Martine                         | 1                  | 13                 | 37                 | 7                  | 28                 | 10                 | 10                 | 4                  | 11                 | 47                 | 3                  |                                | - : Or, - : Argent      |
| 2022  | Palomino Sortie : 4 novembre 2022 Label : Columbia Records Producteur : Daniel Benston                            | 3                  | -                  | -                  | 57                 | -                  | 31                 | 35                 | 37                 | 40                 | 12                 | 3                  |                                |                         |

### EP
| Année | EP | Meilleure position |
| Année | EP | Suède              |
| ----- | --- | ------------------ |
| 2008  | Drunken Trees - Sortie : 9 avril 2008 - Label : Wichita/ Rabid Records - Producteur : Benkt Söderberg, First Aid Kit                            | —                  |
| 2014  | America EP, - Sortie : 28 novembre 2014 (vinyle) 13 janvier 2015 (digitale) - Label : Columbia Records - Producteur : Mike Mogis, First Aid Kit | —                  |
| 2018  | Live from the Rebel Hearts Club - Sortie : 8 juin 2018 (digitale) - Label : Columbia Records                                                    | —                  |
| 2018  | Tender Offerings - Sortie : 14 septembre 2018 (vinyle et CD) - Label : Columbia Records                                                         | —                  |

### Compilations et albums live
| Année | EP | Meilleure position |
| Année | EP | Suède              |
| ----- | --- | ------------------ |
| 2021  | Who by Fire (Live tribute to Leonard Cohen) - Sortie : 26 mars 2021 - Label : Sony/Columbia Records - Live 2017 au Théâtre dramatique royal de Stockholm | —                  |

### Singles
| Année | Single                                   | Meilleure position  | Meilleure position | Meilleure position | Meilleure position | Meilleure position | Meilleure position              | Album                      |
| Année | Single                                   | Sverigetopplistan , | ARIA Charts        | SNEP ,             | MegaCharts ,       | VG-lista ,         | Adult Alternative Songs (AAA) , | Album                      |
| ----- | ---------------------------------------- | ------------------- | ------------------ | ------------------ | ------------------ | ------------------ | ------------------------------- | -------------------------- |
| 2009  | You're Not Coming Home Tonight/Tangerine | —                   | —                  | —                  | —                  | —                  | —                               | Drunken Trees              |
| 2009  | Hard Believer/Waltz for Richard          | —                   | —                  | —                  | —                  | —                  | —                               | The Big Black and the Blue |
| 2010  | I Met Up with the King                   | —                   | —                  | —                  | —                  | —                  | —                               | The Big Black and the Blue |
| 2010  | Ghost Town                               | —                   | —                  | —                  | —                  | —                  | —                               | The Big Black and the Blue |
| 2011  | Universal Soldier                        | —                   | —                  | —                  | —                  | —                  | —                               | Single hors album,         |
| 2011  | The Lion's Roar                          | 22                  | —                  | —                  | —                  | —                  | —                               | The Lion's Roar            |
| 2012  | Emmylou                                  | 24                  | —                  | —                  | —                  | 20                 | —                               | The Lion's Roar            |
| 2012  | Blue                                     | —                   | —                  | —                  | —                  | —                  | —                               | The Lion's Roar            |
| 2012  | Wolf                                     | —                   | —                  | —                  | —                  | —                  | —                               | The Lion's Roar            |
| 2014  | My Silver Lining                         | 38                  | 76                 | 19                 | 50                 | —                  | 22                              | Stay Gold                  |
| 2014  | Cedar Lane                               | —                   | —                  | —                  | —                  | —                  | —                               | Stay Gold                  |
| 2014  | America                                  | —                   | —                  | —                  | —                  | —                  | —                               | America EP                 |
| 2015  | Stay Gold                                | —                   | —                  | —                  | —                  | —                  | 26                              | Stay Gold                  |
| 2017  | You Are the Problem Here                 | —                   | —                  | —                  | —                  | —                  | —                               | Single hors album          |
| 2017  | Gloomy Sunday                            | —                   | —                  | —                  | —                  | —                  | —                               | Single hors album          |
| 2017  | It's a Shame                             | 77                  | —                  | —                  | —                  | —                  | 16                              | Ruins                      |
| 2017  | Fireworks                                | 47                  | —                  | —                  | —                  | —                  | —                               | Ruins                      |
| 2018  | Ruins                                    | 85                  | —                  | —                  | —                  | —                  | —                               | Ruins                      |